# Scolosanthus ekmanii
Scolosanthus ekmanii är en måreväxtart som beskrevs av Attila L. Borhidi. Scolosanthus ekmanii ingår i släktet Scolosanthus och familjen måreväxter. Inga underarter finns listade i Catalogue of Life.